# Distretto di Vilcabamba (Pasco)
Il distretto di Vilcabamba è uno degli otto distretti della provincia di Daniel Alcides Carrión, in Perù. Si trova nella regione di Pasco e si estende su una superficie di 102,35 chilometri quadrati.
Istituito il 6 settembre 1920, ha per capitale la città di Vilcabamba.